# Maksymilian Paradystal
Maksymilian Paradystal (ur. 2 października 1875 w Pilicy, zm. 10 września 1929 w Bad Nauheim) – polski wojskowy i działacz niepodległościowy wyznania mojżeszowego, żołnierz armii rosyjskiej i Legionów Polskich, oficer kawalerii Wojska Polskiego, uczestnik I wojny światowej i wojny polsko-bolszewickiej, kawaler Orderu Virtuti Militari.

## Życiorys
Urodził się w Pilicy, w ówczesnym powiecie olkuskim guberni kieleckiej, w rodzinie Adolfa i Charlotty (Karoliny) z Steymanów. Ukończył szkołę średnią w Piotrkowie, a następnie odbył jednoroczną służbę wojskową w armii rosyjskiej.Następnie pracował na Węgrzech.
1 sierpnia 1915 wstąpił do Legionów Polskich i został przydzielony do kadry kawalerii w Jeżowie. W listopadzie tego roku został komendantem plutonu w 6 szwadronie 2 pułku ułanów.
Szczególnie odznaczył się „w walce pod Rudką Sitowicką /3 VIII 1916/ broniąc wraz z oddziałem wysuniętej placówki, nast. organizując skuteczny kontratak”. Za tę postawę został odznaczony Orderem Virtuti Militari.
Od listopada 1918 w odrodzonym Wojsku Polskim. Awansowany do stopnia wachmistrza walczył w szeregach 2 pułku szwoleżerów na froncie wojny polsko-bolszewickiej. Później został przeniesiony do pospolitego ruszenia i przydzielony do 7 pułku ułanów w Mińsku Mazowieckim.
W 1921 przeniósł się z rodziną do Warszawy. Pracował w firmie Przemysł Leśny Rozwadów-Kępa na stanowisku dyrektora zarządzajacego. Był członkiem Związku Legionistów Polskich. Zmarł 10 września 1929 w Bad Nauheim, w Republice Weimarskiej. Został pochowany na cmentarzu Powązkowskim w Warszawie (kwatera 196, rząd 6, miejsce 6).
Był żonaty z Franciszką (1877–1953), z którą miał córkę Irenę Wysocką (1904–1985) i syna Romana Władysława Parewicza vel Paradystala (1910–1987), inżyniera leśnika, porucznika artylerii rezerwy Wojska Polskiego, uczestnika kampanii wrześniowej w szeregach 24 dywizjonu artylerii ciężkiej i kampanii francuskiej w szeregach 2 (202) pułku artylerii ciężkiej, odznaczonego Krzyżem Walecznych, internowanego w Szwajcarii oraz oficera 15 pułku artylerii lekkiej w Wielkiej Brytanii.

## Ordery i odznaczenia
- Krzyż Srebrny Orderu Wojskowego Virtuti Militari nr 5493[12][5][13]
- Krzyż Niepodległości – pośmiertnie 4 lutego 1932 „za pracę w dziele odzyskania niepodległości”[14][2][15]
- Krzyż Walecznych[5]
- Medal Pamiątkowy za Wojnę 1918–1921[1]
- Srebrny Medal Waleczności 2 klasy[1]